# Gilman Lika
Gilman Lika (Scutari, 13 gennaio 1987) è un ex calciatore albanese, di ruolo centrocampista.

## Carriera

### Club
Ha giocato nella prima divisione albanese ed in quella turca.

### Nazionale
Dopo aver giocato nelle nazionali giovanili albanesi, ha debuttato con la maglia della Nazionale maggiore nel 2008.

## Statistiche

### Presenze e reti nei club
Statistiche aggiornate al 18 dicembre 2016.
| Stagione                 | Squadra                  | Campionato               | Campionato | Campionato | Coppe nazionali | Coppe nazionali | Coppe nazionali | Coppe continentali | Coppe continentali | Coppe continentali | Altre coppe | Altre coppe | Altre coppe | Totale | Totale |
| Stagione                 | Squadra                  | Comp                     | Pres       | Reti       | Comp            | Pres            | Reti            | Comp               | Pres               | Reti               | Comp        | Pres        | Reti        | Pres   | Reti   |
| ------------------------ | ------------------------ | ------------------------ | ---------- | ---------- | --------------- | --------------- | --------------- | ------------------ | ------------------ | ------------------ | ----------- | ----------- | ----------- | ------ | ------ |
| 2004-2005                | Vllaznia                 | KS                       | 3          | 0          | CA              | 0               | 0               | -                  | -                  | -                  | -           | -           | -           | 3      | 0      |
| 2005-2006                | Vllaznia                 | KS                       | 28         | 1          | CA              | 0               | 0               | -                  | -                  | -                  | -           | -           | -           | 28     | 1      |
| 2006-2007                | Vllaznia                 | KS                       | 32         | 2          | CA              | 0               | 0               | -                  | -                  | -                  | -           | -           | -           | 32     | 2      |
| 2007-2008                | Vllaznia                 | KS                       | 30         | 3          | CA              | 1               | 1               | -                  | -                  | -                  | -           | -           | -           | 31     | 4      |
| ago. 2008                | Vllaznia                 | KS                       | 0          | 0          | CA              | 0               | 0               | CU                 | 3                  | 0                  | SA          | 1           | 0           | 4      | 0      |
| 2008-2009                | Hacettepe                | SL                       | 24         | 2          | CT              | 1               | 0               | -                  | -                  | -                  | -           | -           | -           | 25     | 2      |
| 2009-2010                | Boluspor                 | 1L                       | 28         | 3          | CT              | 1               | 0               | -                  | -                  | -                  | -           | -           | -           | 29     | 3      |
| 2010-gen. 2011           | Diyarbakırspor           | 1L                       | 4          | 0          | CT              | 1               | 0               | -                  | -                  | -                  | -           | -           | -           | 5      | 0      |
| gen.-giu. 2011           | Tirana                   | KS                       | 13         | 1          | CA              | 4               | 0               | -                  | -                  | -                  | -           | -           | -           | 17     | 1      |
| 2011-2012                | Tirana                   | KS                       | 22         | 4          | CA              | 0               | 0               | UEL                | 2                  | 1                  | SA          | 1           | 0           | 25     | 5      |
| 2012-2013                | Tirana                   | KS                       | 26         | 9          | CA              | 3               | 2               | UEL                | 4                  | 0                  | SA          | 1           | 0           | 34     | 11     |
| ago. 2013                | Skënderbeu               | KS                       | 0          | 0          | CA              | 0               | 0               | UCL                | 2                  | 0                  | SA          | 0           | 0           | 2      | 0      |
| 2013-gen. 2014           | Al-Faisaly               | SPL                      | 12         | 1          | CP              | 1               | 0               | -                  | -                  | -                  | -           | -           | -           | 13     | 1      |
| gen.-giu. 2014           | Flamurtari Valona        | KS                       | 16         | 2          | CA              | 5               | 0               | -                  | -                  | -                  | -           | -           | -           | 21     | 2      |
| 2014-gen. 2015           | Flamurtari Valona        | KS                       | 13         | 0          | CA              | 0               | 0               | UEL                | 4                  | 1                  | SA          | 1           | 0           | 18     | 1      |
| Totale Flamurtari Valona | Totale Flamurtari Valona | Totale Flamurtari Valona | 29         | 2          |                 | 5               | 0               |                    | 4                  | 1                  |             | 1           | 0           | 39     | 3      |
| gen.-giu. 2015           | Vllaznia                 | KS                       | 17         | 3          | CA              | 2               | 0               | -                  | -                  | -                  | -           | -           | -           | 19     | 3      |
| Totale Vllaznia          | Totale Vllaznia          | Totale Vllaznia          | 110        | 9          |                 | 3               | 1               |                    | 3                  | 0                  |             | 1           | 0           | 117    | 10     |
| 2015-2016                | Tirana                   | KS                       | 33         | 2          | CA              | 5               | 1               | -                  | -                  | -                  | -           | -           | -           | 38     | 3      |
| 2016-2017                | Tirana                   | KS                       | 6          | 0          | CA              | 3               | 1               | -                  | -                  | -                  | -           | -           | -           | 9      | 1      |
| Totale Tirana            | Totale Tirana            | Totale Tirana            | 100        | 16         |                 | 15              | 4               |                    | 6                  | 1                  |             | 2           | 0           | 123    | 21     |
| Totale carriera          | Totale carriera          | Totale carriera          | 307        | 33         |                 | 27              | 5               |                    | 15                 | 2                  |             | 4           | 0           | 353    | 40     |

### Cronologia presenze e reti in nazionale
| Cronologia completa delle presenze e delle reti in nazionale ― Albania | Cronologia completa delle presenze e delle reti in nazionale ― Albania | Cronologia completa delle presenze e delle reti in nazionale ― Albania | Cronologia completa delle presenze e delle reti in nazionale ― Albania | Cronologia completa delle presenze e delle reti in nazionale ― Albania | Cronologia completa delle presenze e delle reti in nazionale ― Albania | Cronologia completa delle presenze e delle reti in nazionale ― Albania | Cronologia completa delle presenze e delle reti in nazionale ― Albania |
| Data                                                                   | Città                                                                  | In casa                                                                | Risultato                                                              | Ospiti                                                                 | Competizione                                                           | Reti                                                                   | Note                                                                   |
| ---------------------------------------------------------------------- | ---------------------------------------------------------------------- | ---------------------------------------------------------------------- | ---------------------------------------------------------------------- | ---------------------------------------------------------------------- | ---------------------------------------------------------------------- | ---------------------------------------------------------------------- | ---------------------------------------------------------------------- |
| 19-11-2008                                                             | Baku                                                                   | Azerbaigian                                                            | 1 – 1                                                                  | Albania                                                                | Amichevole                                                             | -                                                                      | 74’                                                                    |
| 11-2-2009                                                              | Attard                                                                 | Malta                                                                  | 0 – 0                                                                  | Albania                                                                | Qual. Mondiali 2010                                                    | -                                                                      |                                                                        |
| 28-3-2009                                                              | Tirana                                                                 | Albania                                                                | 0 – 1                                                                  | Ungheria                                                               | Qual. Mondiali 2010                                                    | -                                                                      | 70’                                                                    |
| 1-4-2009                                                               | Copenaghen                                                             | Danimarca                                                              | 3 – 0                                                                  | Albania                                                                | Qual. Mondiali 2010                                                    | -                                                                      |                                                                        |
| 10-6-2009                                                              | Tirana                                                                 | Albania                                                                | 1 – 1                                                                  | Georgia                                                                | Amichevole                                                             | -                                                                      | 70’                                                                    |
| 12-8-2009                                                              | Tirana                                                                 | Albania                                                                | 6 – 1                                                                  | Cipro                                                                  | Amichevole                                                             | -                                                                      | 66’                                                                    |
| 9-9-2009                                                               | Tirana                                                                 | Albania                                                                | 1 – 1                                                                  | Danimarca                                                              | Qual. Mondiali 2010                                                    | -                                                                      | 67’                                                                    |
| 14-11-2009                                                             | Tallinn                                                                | Estonia                                                                | 0 – 0                                                                  | Albania                                                                | Amichevole                                                             | -                                                                      | 75’                                                                    |
| 25-5-2010                                                              | Podgorica                                                              | Montenegro                                                             | 0 – 1                                                                  | Albania                                                                | Amichevole                                                             | -                                                                      | 83’                                                                    |
| 2-6-2010                                                               | Tirana                                                                 | Albania                                                                | 1 – 0                                                                  | Andorra                                                                | Amichevole                                                             | -                                                                      | 57’                                                                    |
| 3-9-2010                                                               | Piatra Neamț                                                           | Romania                                                                | 1 – 1                                                                  | Albania                                                                | Qual. Euro 2012                                                        | -                                                                      | 79’                                                                    |
| 8-10-2010                                                              | Tirana                                                                 | Albania                                                                | 1 – 1                                                                  | Bosnia ed Erzegovina                                                   | Qual. Euro 2012                                                        | -                                                                      | 65’                                                                    |
| 12-10-2010                                                             | Minsk                                                                  | Bielorussia                                                            | 2 – 0                                                                  | Albania                                                                | Qual. Euro 2012                                                        | -                                                                      | 28’ 76’                                                                |
| 9-2-2011                                                               | Tirana                                                                 | Albania                                                                | 1 – 2                                                                  | Slovenia                                                               | Amichevole                                                             | -                                                                      | 73’                                                                    |
| 20-6-2011                                                              | Buenos Aires                                                           | Argentina                                                              | 4 – 0                                                                  | Albania                                                                | Amichevole                                                             | -                                                                      | 58’                                                                    |
| 7-10-2011                                                              | Saint-Denis                                                            | Francia                                                                | 3 – 0                                                                  | Albania                                                                | Qual. Euro 2012                                                        | -                                                                      | 81’                                                                    |
| 15-11-2011                                                             | Prilep                                                                 | Macedonia                                                              | 0 – 0                                                                  | Albania                                                                | Amichevole                                                             | -                                                                      | 84’                                                                    |
| 12-10-2012                                                             | Tirana                                                                 | Albania                                                                | 1 – 2                                                                  | Islanda                                                                | Qual. Mondiali 2014                                                    | -                                                                      | 75’                                                                    |
| 6-2-2013                                                               | Tirana                                                                 | Albania                                                                | 1 – 2                                                                  | Georgia                                                                | Amichevole                                                             | -                                                                      | 76’                                                                    |
| Totale                                                                 |                                                                        | Presenze                                                               | 19                                                                     |                                                                        | Reti                                                                   | 0                                                                      |                                                                        |

## Palmarès

### Club

#### Competizioni nazionali
- Coppa d'Albania: 4

Vllaznia: 2007-2008
KF Tirana: 2010-2011, 2011-2012
Flamurtari Valona: 2013-2014
- Supercoppa d'Albania: 1

KF Tirana: 2011